# محمد بن أسلم الغافقی
محمد بن أسلم الغافقی (عربی: محمد بن أسلم الغافقي; درگذشته: ۱۱۶۶) پزشک، جراح و داروساز اندلس قرن ششم هجری قمری / قرن ۱۲ میلادی بود.

## آثار
آثار وی عبارتند از: «راهنمای کلل» و کتاب «داروهای تک» دررابطه با مواد مخدر و گیاهان می‌باشد.
بیش از دویست بار در کتابهای ابن البیطار به نقل از او اشاره کرده و از سوی دولت قرطبه مورد قدردانی واقع شده و مجسمه‌ای از او را در حیاط مقابل کاردینال سالازار در قرطبه ساخته‌است.

## زندگی‌نامه
الغافقی در قرن ششم هجری متولد شد. متأسفانه هیچ منبع قابل اطمینانی برای شناخت تاریخ تولد او وجود ندارد. گفته می‌شود او در شهر بلکزار، کاخ زیبا به دنیا آمده‌است.

## پزشکی
الغالفقی در جراحی آب مروارید پیشرفت کرده و انتشارات دیگری در زمینه تومورها و انکولوژی و تب نوشته‌است.
الغافقی در کتاب خود در رابطه با «داروهای فردی» و مواد مخدر و گیاهان نوشته‌است، اما منشأ آن از بین رفته‌است و تنها مختصری از کارهای او از طریق ابن العبری منتشر شده‌است که توسط ماکس مایر هوف در سال ۱۹۳۳ منتشر شده‌است. دانشمند آلمانی، مایر هوف می‌گوید: الغافقی به پزشکان مسلمان در قرون وسطی آموزش داروشناسی با گیاهان می‌داد.